# Ilse Uyttersprot
Ilse Uyttersprot (ur. 10 maja 1967 w  Dendermonde, zm. 4 sierpnia 2020 w Aalst) – belgijska polityk, członek Izby Reprezentantów.
Urodziła się w Dendermonde, była córką Raymonda Uyttersprota, byłego burmistrza Moorsel. Członek Izby Reprezentantów w latach 2007–2010. W latach 2007–2013 burmistrz Aalst w Belgii, po zakończonej kadencji została radną tego miasta.

## Śmierć
Ciało Ilse Uyttersprot zostało znalezione w jej mieszkaniu w miejscowości Aalst 4 sierpnia 2020 roku. Sprawcą zbrodni był jej partner, który sam zgłosił się na policję oraz przyznał do popełnionego czynu. Narzędziem zbrodni był młotek. Osierociła dwójkę dzieci.